# Salix lucida
Espèce
Classification APG III (2009)
Répartition géographique
Salix lucida est une espèce de plantes à fleurs de la famille des Salicaceae. C'est un saule présent dans les zones humides du nord de l'Amérique du Nord.

## Habitat

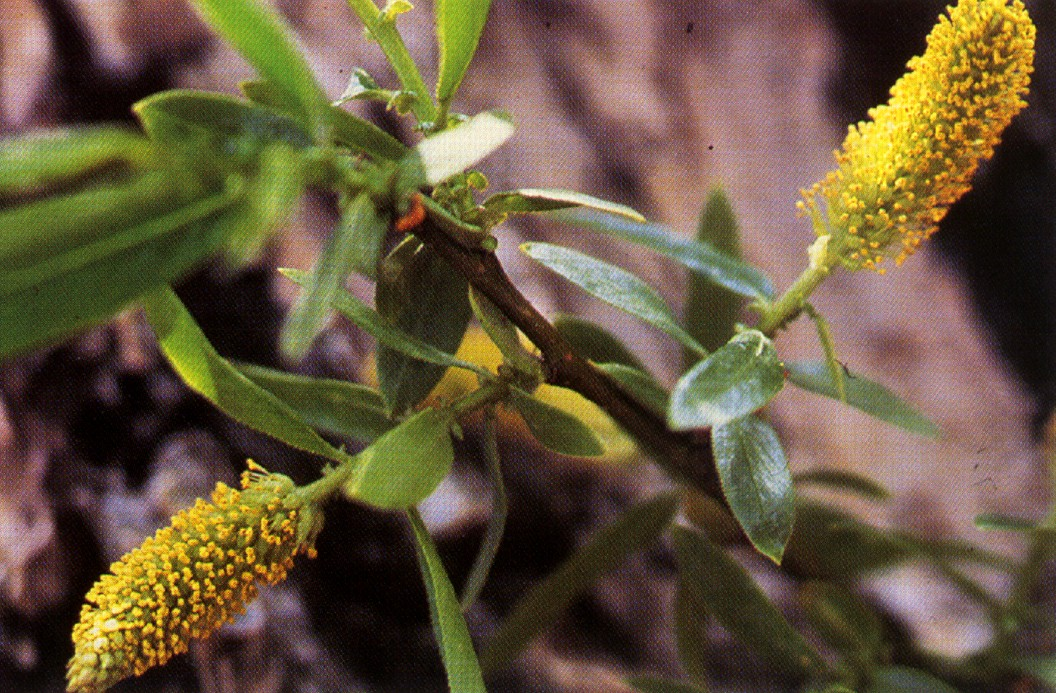
Chaton mâle de la sous-espèce Salix lucida lasiandra.

Au nord, l'arbre est présent partout au Canada de l'océan Atlantique à l'océan Pacifique mais aussi en Alaska. Aux États-Unis, il est seulement absent au sud d'une ligne allant du sud de la Virginie jusqu'au Texas mais est présent sur toute la côte du Pacifique. Il est ainsi absent de Floride et de Louisiane.

## Description
Salix lucida prend la forme d'un petit arbre ou d'un arbuste avec une taille variant de 4 à 11 mètres. Caduques, ses feuilles sont lancéolées à elliptiques, de 4 à 17 cm de long pour 1 à 3,5 cm de large, de couleur vert foncé, peu ou pas pubescentes. Les chatons, qui apparaissent au printemps après l'apparition des premières feuilles, sont jaunes et long de 1 à 9 cm.

## Sous-espèces
Il existe trois sous-espèces:
- Salix lucida lucida, parfois dénommé Saule brillant. Tout le nord-est de l'Amérique du Nord.
- Salix lucida lasiandra, parfois dénommé Salix lasiandra, Salix lasiandra abramsii ou Saule du Pacifique. À l'ouest de l'Alaska jusqu'à la Californie. À l'est des Territoires du Nord-Ouest jusqu'au Nouveau-Mexique.
- Salix lucida caudata (Nutt.) E.Murray. Idem Salix lasiandra mais Nouveau-Mexique et Arizona en moins alors que Wyoming en plus.

L'arbre est très proche de Salix pentandra présent en Europe et en Asie.